# Hintermauerziegel

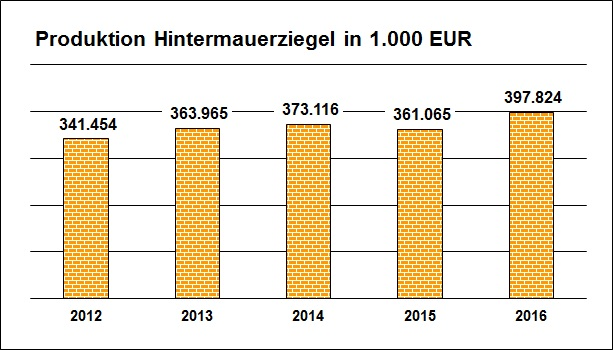
Produktionswert von Hintermauerziegeln ohne Ergänzungsprodukte. Im Jahr 2016 stieg der Produktionswert gegenüber dem Vorjahr um über 10 Prozent.

Als Hintermauerziegel werden alle Mauerziegel bezeichnet, die nicht zur Herstellung von Sichtmauerwerk vorgesehen sind und im Gegensatz zu Vormauerziegeln keine besondere Frostbeständigkeit aufweisen müssen, da sie nicht ohne ausreichenden Schutz der Witterung ausgesetzt werden.
Hintermauerziegel werden zur Errichtung von Außen- und Innenwänden in Massivbauweise verwendet.
Wenn im Winterhalbjahr Frostgefahr besteht, müssen Hintermauerziegel im Rohbau vor eindringendem Wasser geschützt werden.
Heute werden überwiegend gut wärmedämmende Hochlochziegel als Hintermauerziegel eingesetzt. Der Lochanteil beträgt in der Regel zwischen 25 und 70 %.
Üblich ist es, die Rohbauwand entweder außenseitig mit einem Wärmedämmverbundsystem oder einer Fassadenbekleidung zu versehen, eine zweischalige Wand mit zwischenliegender Dämmung zu errichten oder einschaliges (monolithisches) Mauerwerk stark genug auszuführen, um den gewünschten Dämmwert alleine durch die Dämmeigenschaft der verwendeten Mauerziegel zu erreichen. Monolithische Ziegelwände werden meist innen und außen verputzt.
Haupteinsatzbereich ist der Wohnungsbau (80 %). Geringere Anteile entfallen auf Gewerbebauten (10 %) und öffentlichen Bau (10 %).

## Verwendung in Deutschland
Im Jahr 2016 wurden in Deutschland 6,1 Mio. m³ Hintermauerziegel mit einem Produktionswert von 398 Mio. Euro hergestellt.
Mit einem Marktanteil von rund 45 Prozent sind Mauerziegel der am meisten verwendete Baustoff im Mauerwerks-Wohnungsbau.
Seit den 1990er Jahren wurden die bauphysikalischen Eigenschaften des Hintermauerziegels kontinuierlich verbessert. Der Baustoff wurde ständig weiterentwickelt; Hintermauerziegel ermöglichen heute eine optimale Wärmedämmung und den Einsatz im Geschossbau für Gebäude mit bis zu neun Geschossen.

## Herstellung

### Ton als Basismaterial der Hintermauerziegelherstellung

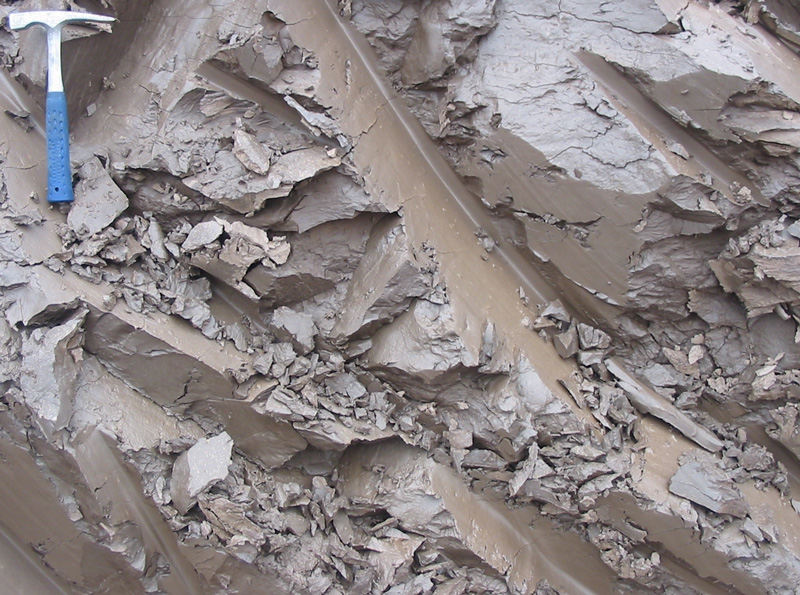
Ton – das Basismaterial der Ziegelherstellung

Der Baustoff Ton bildet die Basis der Hintermauerziegelherstellung. Ton kommt in sehr großer Vielfalt vor. Tonlagerstätten bildeten sich in jedem geologischen Zeitalter heraus. Auch heute noch entstehen neue Tonvorkommen an Flussmündungen, in Talsenken oder Niederungen. Das erklärt auch die Produktionsstandorte, die sich im Regelfall direkt an den Tonlagerstätten befinden. Die Tongewinnung erfolgt überwiegend im Tagebau, nur selten im Untertagebau.
Im Verlauf des Produktionsprozesses durchläuft der Ton Veränderungen, die sich auch in einer sprachliche Unterscheidung vom „gewachsenem Boden“ bis zum „Scherben“, dem gebrannten Fertigerzeugnis, widerspiegeln.

## Eigenschaften
Trotz des meist porösen Materials mit hohem Lochanteil und niedriger Rohdichte besitzt Ziegelmauerwerk eine hohe Tragfähigkeit.
Da Ziegel kaum Schwind- oder Quellprozessen unterliegen bilden sie einen guten Untergrund für Wandputze.
Ziegel bestehen aus Ton, Sand und Wasser. Es bestehen keine Bedenken hinsichtlich etwaiger Schadstoffemissionen.
Spezialziegel sind für das sichere Bauen in allen Erdbebenzonen zugelassen.

### Kälte- und Hitzeschutz
Der Hintermauerziegel hat je nach Rohdichte ein sehr gutes Wärmedämmvermögen. Er speichert Wärme und verhindert damit im Winter ein zu schnelles Auskühlen der Wohnungen bei unterbrochenem Heizbetrieb. Auch bietet er beste Voraussetzungen für den sommerlichen Wärmeschutz. Er schützt vor Überhitzung, indem er Wärme speichert und erst zeitversetzt in abgeschwächter Form an den Raum abgibt.

### Brandschutz
Mauerziegel sind nichtbrennbare Baustoffe der Klasse A1. Die Feuerwiderstandsdauer F 90 kann in der Regel ohne weiteres erreicht werden.

### Feuchteschutz
Aufgrund des kapillaren Gefüges nehmen Ziegel Raumfeuchte auf, speichern sie und geben sie bei entsprechenden klimatischen Bedingungen rasch wieder ab.
Die feuchtigkeitsausgleichende Wirkung kann vor Schimmelbildung schützen.

### Wirtschaftlichkeit
Aufgrund guter Wärmedämmeigenschaften kann bei der monolithischen Ziegelbauweise eine zusätzliche Außendämmung entfallen. Nach Errichtung der Wand muss zur Fertigstellung der Gebäudehülle lediglich noch ein Wandverputz aufgebracht werden. Die monolithische Bauweise mit Mauerziegeln hat sich seit Jahrhunderten bewährt.

### Nachhaltigkeit
Abriss-Ziegel können als Ziegelsplitt oder Ziegelmehl in anderen Produkt- oder Bauanwendungen weiterverwertet werden oder als gewöhnlicher Bauschutt entsorgt werden.
Bauphysikalisch optimale Eigenschaften, große Dauerhaftigkeit, geringe Lebenszykluskosten und Wertstabilität machen Ziegel zu einem nachhaltigen Baustoff.
Die Herstellung von Ziegeln benötigt jedoch große Energiemengen, um das Wasser aus den geformten Ziegeln auszutreiben und die Ziegel zu brennen. So wird im Jahr 1998 eine benötigte Energiemenge von 0,474 kwh/kg gebrannter Ziegel angegeben.

## Anwendung und Produkte
Die Definitionen der wesentlichen Ziegeltypen entsprechend den Normen DIN 105-100 und DIN EN 771-1 in Verbindung mit DIN 20000-401. Unterschieden werden Blockziegel, Hochlochziegel, Planziegel und Ergänzungsziegel.
Blockziegel
Herkömmlich gefertigter Mauerziegel, der nach dem Brennvorgang nicht plangeschliffen wird. Aufgrund der Maßtoleranzen können Blockziegel nicht mit Dünnbettmörtel verlegt werden, sondern erhalten ein traditionelles Mörtelbett von 12 Millimeter Stärke. So können Unebenheiten ausgeglichen und Sonderkonstruktionen einfacher hergestellt werden.
Mörtelauftrag und Ausrichtung der Ziegel ist etwas aufwändiger als bei Planziegeln. Heute werden Blockziegel auch in Großformaten mit Stoßfugenverzahnung und in Wärmedämmmörtel verlegt.
Hochlochziegel
LD- oder HD-Ziegel mit senkrecht zur Lagerfläche verlaufender Lochung der Arten A, B oder W.
Planziegel
Mauerziegel mit besonderer Maßhaltigkeit hinsichtlich der Ziegelhöhe, der meist nach Zulassung geregelt ist.
Planziegel mit Dämmstoff-Füllung
Hochlochziegel mit besonderer Maßhaltigkeit, der mit Dämmstoff verfüllt, geringe Wärmeleitfähigkeiten und besonders gute Schallschutzeigenschaften aufweist und für einschalige Wandaufbauten geeignet ist.
Ergänzungsziegel
Mauerziegel mit einer für einen bestimmten Zweck gestalteten Form, zum Beispiel um die Form des Mauerwerks zu vervollständigen. Das können sein Anschlag- und Deckenrandschalen, Ziegelrollladenkästen sowie Wärmedämmstürze.
Zulassungsziegel
Mauerziegel nach allgemeiner bauaufsichtlicher Zulassung, kurz Zulassungsziegel, stellen einen Großteil der heute verarbeiteten Ziegel. Aufgrund kurzer Innovationszyklen sind Normen zu unflexibel, um kurzfristige Produktneuerungen erfassen und regeln zu können. Aus diesem Grund werden solche Produkte über allgemeine bauaufsichtliche Zulassungen durch das Deutsche Institut für Bautechnik geregelt und in Zulassungsverzeichnissen bekannt gemacht. Zulassungsziegel werden größtenteils als großformatige Planziegel mit planeben geschliffenen Lagerflächen hergestellt.

### Hochwärmedämmende Zulassungsziegel für 1- bis 4-geschossige Gebäude
Beim Neubau von Gebäuden mit geringer Gebäudehöhe ist der Wärmeschutz das dominierende Bemessungskriterium. Niedrige Wärmeleitfähigkeitswerte bei Ziegeln werden durch unterschiedliche Herstellungsverfahren ermöglicht. Hochlochziegel ohne Dämmstofffüllung bieten dem Wärmestrom durch ein ausgeklügeltes Lochbild einen möglichst hohen Widerstand und erreichen so Wärmeleitfähigkeitswerte von λ = 0,08 W/(m K). Ziegel der neuesten Generation sind mit Dämmstoff gefüllt und erzielen Werte von λ = 0,07 W/(m K). Die Füllungen sind mineralisch, nichtbrennbar, diffusionsoffen und bestehen meist aus hydrophobiertem Perlite- oder Mineralfaserdämmstoff. Trotz des offenporigen Materials und hohem Lochanteil erlaubt das Ziegelmauerwerk Druckspannungen von σ0 = 0,5 bis 1,0 MN/m².

### Hochwärmedämmende Zulassungsziegel für Außenwände mit hohen Anforderungen an Tragfähigkeit und baulichen Schallschutz
Im mehrgeschossigen Wohnungsbau und bei Mischnutzung ist der Schallschutz von besonderer Bedeutung. Bei fachgerechter Konstruktion und Ausführung lassen sich mit Werten von 49 bis 52 dB die bauordnungsrechtlich gestellten Anforderungen an den baulichen Schallschutz sehr gut erreichen.
Bei mehrgeschossigen Gebäuden werden höhere Anforderungen an die Tragfähigkeit des Mauerwerks gestellt. Für diese Gebäudetypen wurden besondere Ziegel entwickelt. Sie erlauben bei einschaligen Ziegelaußenwänden Druckspannungen zwischen σ0 = 1,15 und 1,9 MN/m².

## Produktion
Mauerziegel werden aus Ton, Lehm oder tonhaltigen Massen mit oder ohne Zuschlagstoffe hergestellt. Zuschlagstoffe wie Sägemehl, Papierfangstoff oder Polystyrolkugeln verringern die Rohdichte, während eine Zugabe von schwerem Material diese erhöht. Die verschiedenen Rohstoffe und Zuschläge werden in der Rohstoffaufbereitung über Beschicker entsprechend dosiert und gegebenenfalls unter Zugabe von Wasser in Kollergang und Walzwerk zerkleinert und durchmischt. Im Maukturm bzw. Sumpfhaus wird eine gleichmäßige Durchfeuchtung und weitere Durchmischung (Homogenisierung) erreicht.
Nachdem unter Zugabe von Wasserdampf die erforderliche Konsistenz erreicht ist, wird der Lehm mit Unterdruck verdichtet und über Schneckenwellen durch das Mundstück einer Strangpresse geschoben. Das Mundstück gibt Form und Lochbild des späteren Ziegels vor. Durch die Zusammensetzung des Lehms und die Struktur des Lochbildes lassen sich Parameter wie Druckfestigkeit, Wärme- und Schallschutz des späteren Produktes beeinflussen.
Nachdem der Endlosstrang mit einem Einzel- oder Harfenabschneider in einzelne Rohlinge getrennt wurde, werden diese in Kammern über die Dauer von 1 bis 3 Tagen bei Temperaturen von 50 bis 100 °C getrocknet.
Im Tunnelofen werden die Lehmrohlinge über mehrere Temperaturzonen hinweg gebrannt. Hochlochziegel werden bei Temperaturen von etwa 950 bis 1050 °C gebrannt. Bei Temperaturen ab ungefähr 1100 °C beginnt der Ton zu Schmelzsintern und wird zu Klinker.
Bei Planziegeln, die für die Verarbeitung im Dünnbettverfahren vorgesehen sind, werden nach dem Brennvorgang die Lagerfugen mit einer Genauigkeit von weniger als einem Millimeter plan geschliffen.
In einem weiteren Verarbeitungsschritt können die Luftkammern plangeschliffener Hochlochziegel mit Leichtmaterial wie Perlite oder Mineralfaser verfüllt werden, um Wärme- und Schallschutz zu verbessern.

## Verarbeitung
Die heute überwiegend verwendeten Planziegel können effizient mit Dünnbettmörtel verlegt werden.
Mauerziegel mit offenen Löchern sollten mit einer durchgehenden Mörtelschicht (einem "Mörteldeckel") versehen werden, um eine interne Luftzirkulation zu unterbinden. Ein auf der obersten Steinreihe aufgebrachter Mörteldeckel kann während der Bauarbeiten auch als Witterungsschutz dienen.
Mit speziellem Mörtel und einer handgeführten Mörtelrolle (Mörtelwalze, Mörtelschlitten) lässt sich ein durchgehendes Mörtelband von wenigen Millimeter Stärke auf die verlegten Hochlochsteine aufbringen, das nicht in die Löcher einsinkt. Mit manchen Mörtel-Auftragsgeräten kann zugleich auch ein Vlies abgerollt und in den Mörtel eingebettet werden.

## Umwelt-Produktdeklaration
Seit August 2015 gibt es eine Umwelt-Produktdeklaration (Environmental Product Declaration, EPD) nach ISO 14025 und DIN EN 15804 des IBU – Institut Bauen und Umwelt e. V. in Berlin für Hochloch-Mauerziegel mit und ohne dämmende Ausfüllung der Hohlräume. Diese EPD gilt für nahezu alle in Deutschland hergestellten Mauerziegel der in der Arbeitsgemeinschaft Mauerziegel (AMZ) zusammengeschlossenen Hersteller.

## Zukunft
Ab dem Jahr 2016 hebt die Energieeinsparverordnung EnEV 2014 den Energiestandard für Neubauten, sowohl für Wohn- als auch für Nichtwohngebäude. Je nach Wandstärke und Gebäudeplanung können mit Mauerziegeln auch künftig ohne zusätzlich aufgebrachte Dämmung alle geförderten KfW-Effizienzstandards bis zum Passivhaus erreicht werden. Für den neuen KfW-Standard 40 Plus muss ein wesentlicher Teil des Energiebedarfs unmittelbar am Gebäude erzeugt und gespeichert werden, wovon auch eine KfW-Förderung abhängig ist.
Laut der Studie „Kostentreiber für den Wohnungsbau“ der Arbeitsgemeinschaft für zeitgemäßes Bauen e. V. (Arge Kiel) vom April 2015 sind die Kosten zur Errichtung eines beispielhaften mehrgeschossigen Wohnungsbaus von 983 €/m² Wohnfläche im Jahr 2000 auf 1432 €/m² Wohnfläche im Jahr 2014 gestiegen. Nicht zu den Kostentreibern gehört der Rohbau. Im Verhältnis zu den Gesamtbaukosten ist der Anteil für Rohbau im mehrgeschossigen Wohnungsbau von 54 auf 46 Prozent gesunken. Im Einfamilienhausbau beläuft er sich auf nur noch rund ein Drittel der Gesamtbaukosten. Die Preise für Material und Verarbeitung stiegen laut Statistischem Bundesamt zwischen August 2014 und August 2015 lediglich um 1,2 Prozent, während die Inflation bei 1,6 Prozent lag. Betrachtet man zugleich die Leistungszuwächse von Hintermauerziegeln bei Statik, Wärme- und Schallschutz zu früheren Produktgenerationen, wird ein wirtschaftlicher Vorteil nachvollziehbar.

## Publikationen
- Fachzeitschrift „Zi Ziegelindustrie International“
- Fachzeitschrift „Mauerwerk – European Journal of Masonry“
- Zi-Jahrbuch
- Magazin "Natürlich Ziegel"
- Magazin für Architekten und Bauplaner "Stadt und Ziegel", 01/2018